# Granata (singolo)
Granata è un singolo del duo musicale italiano Coma Cose, pubblicato l'8 marzo 2019 come secondo estratto dal primo album in studio Hype Aura, prodotto dai Mamakass.

## Video musicale
Il videoclip è stato pubblicato lo stesso giorno sul canale YouTube del duo.

## Tracce
Testi di Fausto Zanardelli, Francesca Mesiano, musiche di Fausto Zanardelli, Fabio Dalè, Carlo Frigerio.
1. Granata – 3:11